# 에두아르도 누녜스
에두아르도 미첼레 누녜스 멘데스(스페인어: Eduardo Michelle Núñez Méndez, 1987년 6월 15일 ~ )는 내야수로 활약하는 도미니카 공화국 출신의 야구 선수로, 현재 뉴욕 메츠의 마이너 리그에서 활약 중이다. 그는 뉴욕 양키스, 미네소타 트윈스, 샌프란시스코 자이언츠와 보스턴 레드삭스를 위하여 메이저 리그 베이스볼에서 활약하였다. 유격수가 그의 주요 포지션이었어도 누녜스는 제4의 내야수를 지내고 물론 양키스를 위하여 외야수에서 활약하였다.
양키스는 2004년 누녜스를 국제 자유 계약 선수로서 계약을 맺었다. 그는 2010년 8월 19일 양키스와 함께 자신의 메이저 리그 베이스볼 데뷔할 때까지 2005년부터 2010년을 통하여 그들의 마이너 리그 조직을 활약하였다. 분투와 불일치의 이유로 누녜스는 2014년 시즌의 시작에서 양키스에 의하여 임명을 위하여 지정되었다. 그는 트윈스로 이적되어 자신이 2016년 메이저 리그 베이스볼 올스타전에 나오는 데 임명되었을 때 탈주 시즌을 즐겼다. 그는 그해 자이언츠로 이적되었다가 2017년 레드삭스로 이적되었다. 2019년 7월 누녜스는 임명을 위하여 지정되어 그러고나서 레드삭스에 의하여 나오게 되었다. 그는 2020년 메츠의 마이너 리그 계약을 맺었다.

## 프로 경력

### 마이너 리그
뉴욕 양키스는 2004년 2월 누녜스를 국제 자유 계약 선수로서 계약을 맺었다. 조직은 기자 회견에서 그의 어린 시절의 우상 데릭 지터에게 그를 소개하여 누녜스가 양키스의 출발 유격수로서 지터를 위하여 그들의 결국적인 대체 선수가 될 것을 지터에게 말하였다.
누녜스는 2005년 시즌에서 클래스 A 쇼트 시즌 뉴욕-펜실베이니아 리그의 스태튼아일랜드 양키스와 함께 마이너 리그에서 자신의 프로 데뷔를 하였다. 뉴녜스는 리그의 올스타전에서 양키스를 대표하였다. 그 시즌에 양키스는 자신들의 3연속 리그 챔피언십을 우승하였고 누녜스는 뉴욕-펜실베이니아 리그에서 4번째로 최고의 전망으로서 평가되었다. 2006년 시즌으로 들어가 베이스볼 아메리카는 누녜스를 양키스 조직에서 6번째로 최고의 전망과 최고의 투구력과 전망으로 순위에 놓았다. 2006년 양키스는 누녜스를 클래스 A 진출 플로리다 주립 리그의 탬파 양키스와 시작하였으며 그는 탬파와 분투하였고 양키스는 5월 17일 클래스 A 사우스 애틀랜틱 리그의 찰스턴 리버독스로 그를 강등시켰다. 전체로 누녜스는 탬파와 찰스턴을 위하여 .214의 타구 평균을 가졌다.
2007년 누녜스는 찰스턴과 시즌을 시작하였고, SAL 올스타 경기에서 서던 디비전을 위한 출발 유격수로 임명되었다. 그는 7월 28일 탬파로 올라갔다. 그는 2008년 탬파를 위하여 활약하여 94개의 경기에서 6개의 홈런과 42개의 타점과 함께 .271 점을 타구하였다. 그는 2009년 시즌을 위하여 클래스 AA 이스턴 리그의 트렌턴 선더로 올라갔다. 트렌턴과 함께 그는 123개의 경기에서 .322의 타구 평균을 가졌거 자신이 2개의 안타를 가졌던 이스턴 리그 올스타 경기에 나왔다. 양키스는 2009년 플레이오프를 위하여 누녜스를 클래스 AAA 인터내셔널 리그의 스크랜턴/윌키스-배어 양키스로 올렸다. 2009년 시즌에 이어 양키스는 룰 5 드래프트에서 다른 프랜차이즈에 의하여 선발되는 것으로부터 그를 보호하는 데 누녜스를 그들의 40명 로스터로 추가하였다. 2010년 양키스는 누녜스를 스크랜턴/윌키스-배어로 지정하였다. 거기서 그는 55개의 득점, 25개의 2루타, 3개의 3루타, 4개의 홈런, 50개의 타점과 23개의 도루와 함께 118개의 경기에서 .289 점을 타구하였다. 그는 인터내셔널 리그 올스타팀, 포스트시즌 올스타팀과 톱스 트리플 A 올스타팀으로 임명되었다. 누녜스는 2010년을 위하여 올해의 양키스 마이너 리그 선수로서 케빈 론 상을 수상하였다.

### 뉴욕 양키스

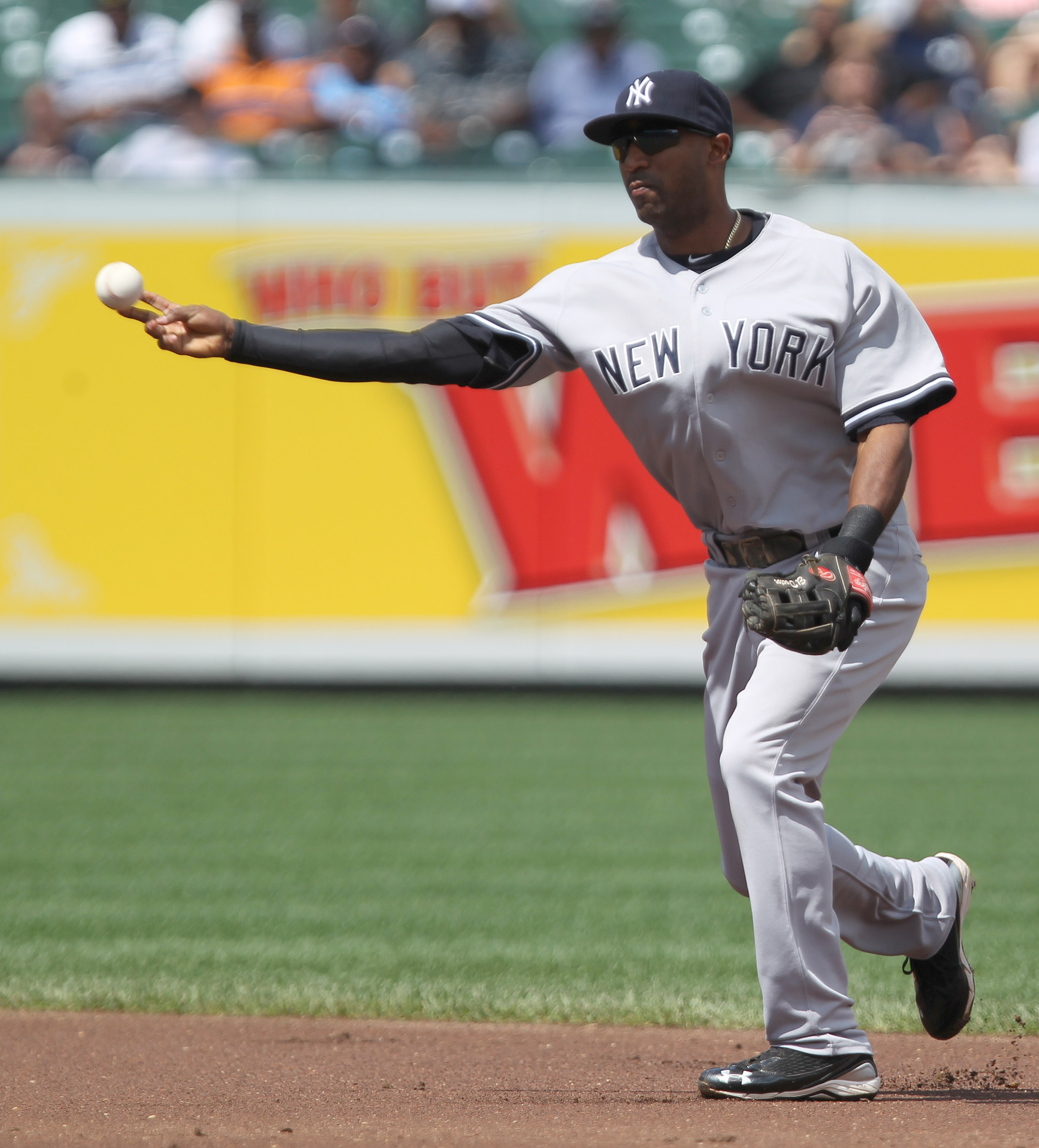
뉴욕 양키스 시절

랜스 버크먼이 15일간 장애자 명단에 놓인 후, 2010년 8월 19일 누녜스는 처음으로 메이저 리그 베이스볼로 소집되었다. 누녜스는 같은날 데뷔하여 7번째 이닝에서 지터를 대체하였고 자신의 단 하나의 본루 출연에 파울 되었다. 누녜스는 지터와 당시 부상을 당한 알렉스 로드리게스를 위하여 채워지면서 활약 시간을 받았다. 8월 21일 누녜스는 우익으로 들어가 앞서간 타점 1루타로 자신의 첫 메이저 리그 안타를 기록하였다. 누녜스는 8월 28일 시카고 화이트삭스를 상대로 자신의 첫 경력 홈런을 쳤다. 그는 또한 같은날 자신의 첫 경력 도루를 이루었다. 양키스를 위한 30개의 경기에서 누녜스는 하나의 홈런과 7개의 타점과 함께 .280 점을 치고 23개의 득점을 매겼다. 마크 테세이라가 그해 아메리칸 리그 챔피언십 시리즈가 열린 동안 부상을 겪었을 때 양키스는 누녜스와 자신들의 포스트시즌 명단에 그를 대체하였다. 시즌 후, 베이스볼 아메리카는 양키스 조직에서 또한 그를 "최고의 방어적 내야수"와 "최고의 내야수 투구력"으로 임명한 동안 양키스 조직에서 8번째 최고의 전망으로서 그를 평가하였다.
누녜스는 2011년 시즌을 시작하는 데 제4의 내야수로서 역할을 위하여 라미로 페냐를 번트하여 1루에 가게 하였다. 뉴욕 양키스와 함께 누녜스는 한 주에 대략 2개의 경기를 활약하여 지터와 로드리게스를 더욱 가끔 휴식을 가지도록 허용하였다. 누녜스는 지터가 부상을 당한 동안 3주간 팀의 출발 유격수로서 양키스를 위하여 채우는 동안 .339 점을 타구하였고, 그는 후에 로드리게스가 관절경 무릎 수술을 필요로 할 때 팀의 출발 3루수가 되었다. 다양한 내야수 포지션 활약에 추가로 조 지라디 감독은 닉 스위셔가 그의 팔꿈치에 건염을 경험할 때 외야수로서 누녜스를 이용하였다. 누녜스는 양키스를 위하여 112개의 경기에서 활약하였고, 비상근 만을 활약함에 불구하고 20개의 함께 실책에서 팀을 이끌었다.
그의 방어적 분투에 불구하고 양키스는 제4의 내야수로서 2012년 봄 훈련의 밖으로 25명의 명단을 이루는 가능성으로서 누녜스를 간주하였다. 양키스의 출발 좌익수 브렛 가드너가 자신의 팔꿈치 부상을 당하면서 누녜스는 내야수는 물론 좌익수에서 활약 시간을 받았다. 2012년 뉴욕 양키스 시즌의 첫 20개의 경기에서 누녜스는 .294 점을 쳤으나 58개의 기회에서 4개의 실책을 일으켰다. 탬파베이 레이스를 상대로 경기에서 자신이 2개의 실책을 일으킨지 하루 후에 누녜스는 트리플 A 스트랜턴/윌키스-배어 팀으로 강등되었다. 팀은 조직이 아직도 그를 매일 유격수로서 간주하면서 유격수와 2루수에서 그가 하루의 활약 시간을 받을 수 있도록 제4의 선수로서 누녜스를 이용하는 자신들의 접근을 버리기로 결정하였다.
그해 9월 1일 양키스는 누녜스를 트리플 A로부터 승진시켜 지라디 감독은 그날을 위하여 볼티모어 오리올스를 상대로 그를 출발 정렬에 놓았다. 그는 82개의 타수에서 .292의 타구 평균과 함께 정규 시즌을 끝냈다. 그해 아메리칸 리그 챔피언십 시리즈를 위하여 양키스의 포스트시즌 명단을 자신이 떠났어도 그는 지터가 발목뼈가 부러질 때 명단으로 추가되었다. 아메리칸 리그 챔피언십 시리즈의 3번째 경기에서 누녜스는 디트로이트 타이거스의 투수 저스틴 벌랜더에 자신의 첫 경력 포스트시즌 홈런을 쳤다. 양키스는 휩쓸어진 4개의 경기에서 타이거스에게 시리즈를 패하였다.
2013년 시즌으로 향한 양키스의 총지배인 브라이언 캐시먼은 만약 누녜스가 팀으로 이룬다면 그는 제4의 내야수로서 잘 할 것이며 팀의 포지션을 역전시킨다고 말하였다. 하지만 누녜스는 봄 훈련 동안 유격수 만을 활약하였다. 지터는 장애자 명단에 시즌을 시작하였고 누녜스는 오프닝 데이에 양키스를 위하여 유격수에서 시작하였다. 누녜스는 자신의 왼쪽 갈비뼈가 쓰라렸던 이유로 이전의 주를 놓친 후 5월 12일 15일간 장애자 명단에 놓였다. 그는 그러고나서 왼쪽 경사가 삐어 60일간 장애자 명단으로 옮겨졌다. 그는 활약한 90개의 경기에서 .260의 타구 평균과 28개의 타점과 함께 시즌을 끝냈다.
2014년 봄 훈련에서 누녜스는 양키스와 함께 예비 내야수 역할을 위하여 질러스 휠러, 얀헤르비스 솔라르테, 딘 애나와 스콧 사이즈모어와 경쟁하였다. 예비 내야수 브렌던 라이언가 장애자 명단에 시즌을 시작하면서 양키스는 누녜스에 애나와 솔라르테를 선택하였다. 명단에 솔라르테를 추가하는 데 양키스는 임명을 위하여 누녜스를 지정하였다.

### 미네소타 트윈스

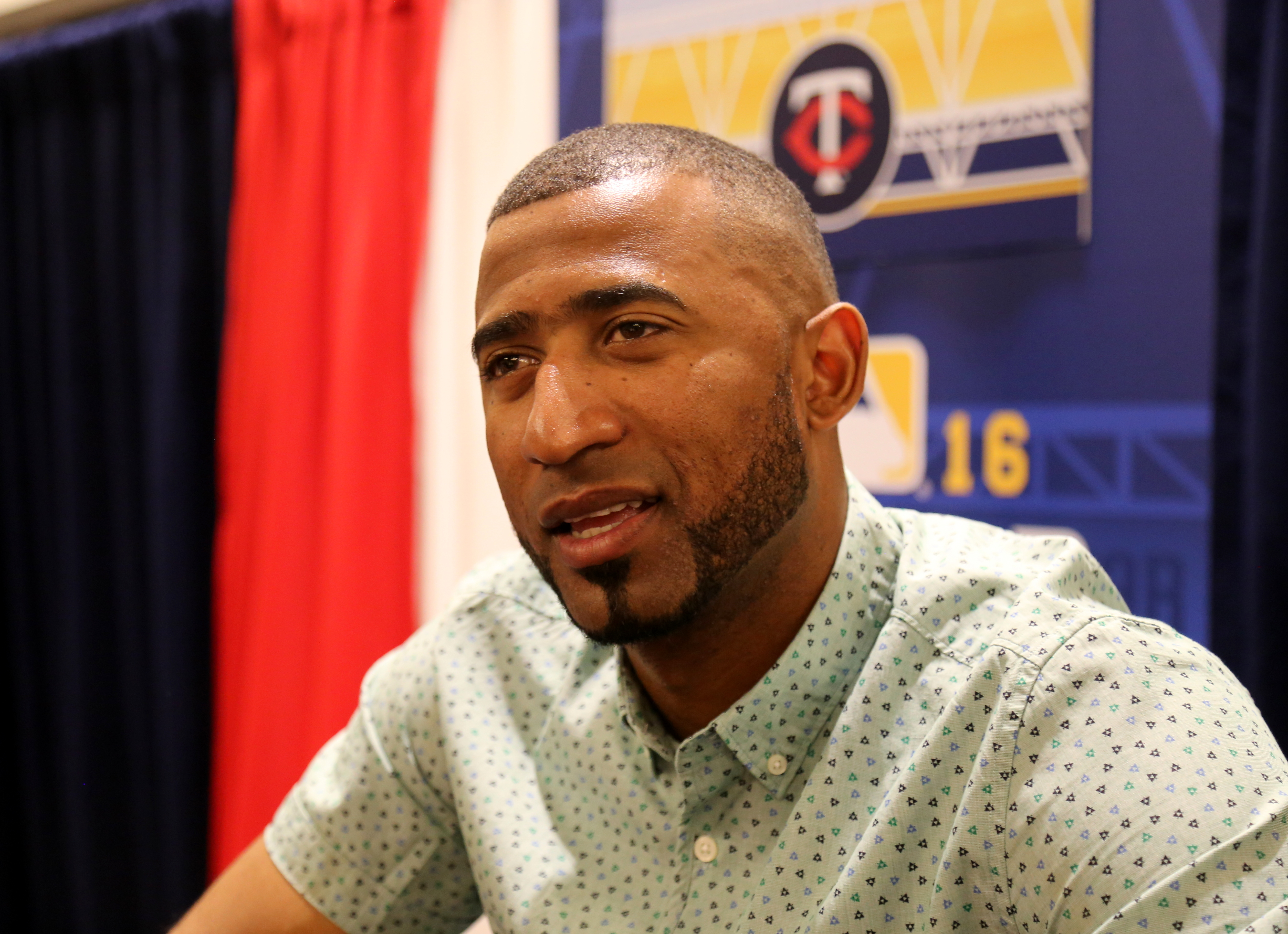
2016년 메이저 리그 베이스볼 올스타전에 가능성을 기자들에게 이야기하는 누녜스

자신들의 방어를 향상하는 희망과 함께 미네소타 트윈스는 마이너 리그 투수 미겔 술바란을 위한 교환에서 2014년 4월 7일 양키스로부터 누녜스를 취득하였다. 트윈스는 인터내셔널 리그의 로체스터 레드윙스로 그를 맡겼다. 로체스터를 위하여 7 루 22 타 (.318)를 타구한 후, 그는 4월 17일 더블헤더를 위하여 자신들의 명단에 26번째 선수로서 트윈스로 올라갔으며 다음날 다시 맡겨졌다. 그는 트윈스와 함께 활약한 72개의 경기에서 .250의 타구 평균과 함께 시즌을 끝냈다.
누녜스와 트윈스는 2015년 시즌을 위하여 1억 2천 5백만 달러의 봉급으로 동의하여 봉급 중재를 피하였다. 2015년 72개의 경기에서 누녜스는 트윈스를 위하여 4개의 포지션을 가로질러 4개의 홈런과 20개의 타점과 함께 .282/.327/.431 점을 쳤다.
2016년 시즌을 위하여 14억 7천 5백만 달러에 트윈스와 함께 중재를 피한 누녜스는 예비 역할을 위하여 경쟁하는 데 기대된 시즌에 들어갔다. 2016년 트윈스의 오프닝 데이 명단에 누녜스는 4월 예비 역할로서 18개의 경기에서 .373 점을 쳐 인상을 주었다. 하지만 유격수 에두아르도 에스코바르에게 부상에 이어 누녜스는 팀의 출발 유격수로서 더 많은 활약 시간을 얻었다. 3루수 트레버 플라우피에게 부상과 함께 누녜스는 에스코바르의 복귀에 이어 정렬에 남아있었다. 그는 트윈스의 리드오프 타자가 되었다. 7월 5일 누녜스는 자신의 첫 올스타전으로 임명되었다. 2016년을 시작하는 데 트윈스와 함께 91개의 경기에서 누녜스는 27개의 도루, 12개의 홈런과 47개의 타점과 함께 .296 점을 타구하였다.

### 샌프란시스코 자이언츠
2016년 7월 28일 트윈스는 왼손잡이 마이너 리그 투수 아달베르토 메히아를 위하여 누녜스를 샌프란시스코 자이언츠로 이적시켰다. 2016년 시즌을 끝내는 데 자이언츠와 50개의 경기에서 누녜스는 13개의 도루, 4개의 홈런과 20개의 타점과 함께 .269 점을 타구하였다. 양팀과 합친 2016년에 전체로 누녜스는 .288의 타구 평균, 40개의 도루, 16개의 홈런과 67개의 타점과 함께 총 141개의 경기를 활약하였다.
2017년을 시작하는 데 누녜스는 자이언츠와 76개의 경기를 활약하여 18개의 도루, 4개의 홈런과 31개의 타점과 함께 .308 점을 타구하였다.

### 보스턴 레드삭스

#### 2017년
2017년 7월 25일 자이언츠는 마이너 리그 투수들 숀 앤더슨과 그레고리 산토스를 위하여 누녜스를 보스턴 레드삭스로 이적시켰다. 9월 9일 누녜스는 자신의 오른쪽 무릎에 부상을 당하여 후부 십자형 인대가 삔 것으로 진단되었다. 그는 9월 25일 레드삭스의 정렬에 돌아왔으나 부상이 악화된 후 경기를 떠났다. 레드삭스와 2017년 정규 시즌을 끝낸 누녜스는 .321의 타구 평균과 8개의 홈런과 함께 38개의 경기를 활약하였다. 2017년 합쳐진 양팀을 위하여 누녜스는 .313의 타구 평균, 12개의 홈런과 58개의 타점과 함께 114개의 정규 시즌 경기를 활약하였다. 레드삭스는 휴스턴 애스트로스를 상대로 아메리칸 리그 디비전 시리즈를 위하여 자신들의 로스터에 누녜스를 포함시켰다. 그는 첫번째 경기를 시작하였으나 자신의 첫 타수에서 땅볼을 떨어뜨리는 시도를 한 동안 쓰러졌고, 필드에서 실려나가야 했다. 레드삭스는 부상의 이유로 자신들의 포스트시즌 로스터에서 그를 뺐다.

#### 2018년
2018년 2월 18일 레드삭스는 2019년 시즌을 위하여 4백만 달러의 가치의 선수 선택권과 함께 1년 4백만 달러 가치에 누녜스를 계약 맺었다. 레이스를 상대로 오프닝 데이에 그는 인사이드 더 파크 홈런을 쳤다. 정규 시즌 동안 누녜스는 더스틴 페드로이아가 장애자 명단에 놓인 이유로 주로 2루수에서 70개의 출발을 포함하여 127개의 경기에 나와 10개의 홈런과 44개의 타점과 함께 .265/.289/.388 점을 타구하였다. 누녜스는 레드삭스의 포스트시즌 로스터에 포함되어 아메리칸 리그 디비전 시리즈의 3개의 경기와 아메리칸 리그 챔피언십 시리즈의 2개의 경기에 나왔다. 로스앤젤레스 다저스를 상대로 월드 시리즈의 첫 경기에서 그는 레드삭스를 최종 득점이 될 8 대 4로 놓는 데 7번째 이닝에서 알렉스 우드에 자신의 첫 월드 시리즈 대타 3점 홈런을 쳤다. 그것은 2009년 이래 월드 시리즈에서 첫 대타 홈런은 물론 누녜스의 경력의 첫 대타 홈런이었다. 같은 경기에서 일찍이 그렇게 하는 데 35번째 선수가 된 맷 켐프에 이어 누녜스는 월드 시리즈에서 자신의 첫 타수에 홈런을 치는 데 36번째 선수가 되었다. 레드삭스는 5개의 경기에서 월드 시리즈를 우승하여 누녜스에게 그의 첫 경력 챔피언십 타이틀을 주었다.
페드로이아가 장애자 명단에 시즌을 시작하면서 누녜스는 2019년의 레드삭스를 위하여 오프닝 데이의 출발 2루수였다. 4월 5일 누녜스는 자신의 첫 메이저 리그 투수 데뷔를 이루어 애리조나 다이아몬드백스에게 15 대 8로 패한 동안 구원의 이닝에서 하나의 득점을 허용하였다. 그는 등의 중앙이 삔 이유로 효과적으로 4월 18일 장애자 명단에 놓였다. 4월 29일 누녜스는 트리플 A 포터킷 레드삭스와 함께 재활 과제에 보내졌고, 5월 4일 활동적이었다. 7월 15일 뉴녜스는 임명을 위하여 지정되었고, 7월 20일에 나왔다. 2019년 레드삭스와 함께 누녜스는 60개의 경기에 나와 2개의 홈런과 20개의 타점과 함께 .228 점을 타구하였다.

### 뉴욕 메츠
2020년 1월 25일 누녜스는 뉴욕 메츠와 함께 마이너 리그 거래에 계약을 맺었다.

## 스카우팅 프로필
양키스는 누녜스를 지터를 위한 유격수에서 가능한 대체 선수로 간주하였다. 그들이 자신들의 최고의 전망 타자 헤수스 몬테로를 이적시키려고 했어도 양키스는 누녜스를 이적 협상들에서 의심할 수 없는 것으로 숙고하였다. 스카우트들은 누녜스의 투구하는 힘을 강한 것으로 숙고하며 평균을 위하여, 힘을 위하여 치는 데 그의 실력과 주루 실력을 보충한다. 하지만 스카우트들은 그가 스트라이크존의 외부에 너무 많은 투구에 필드에서 부족한 스윙들을 얻을 수 있다고 느낀다.

## 연도별 타격 성적
| 연 도     | 소 속     | 경 기 | 타 석 | 타 수 | 득 점 | 안 타 | 2 루 타 | 3 루 타 | 홈 런 | 루 타 | 타 점 | 도 루 | 도 루 자 | 희 생 번 | 희 생 플 | 볼 넷 | 고 4 | 사 구 | 삼 진 | 병 살 타 | 타 율 | 출 루 율 | 장 타 율 | O P S |
| --------- | --------- | ----- | ----- | ----- | ----- | ----- | ------- | ------- | ----- | ----- | ----- | ----- | -------- | -------- | -------- | ----- | ---- | ----- | ----- | -------- | ----- | -------- | -------- | ----- |
| 2010년    | NYY       | 30    | 53    | 50    | 12    | 14    | 1       | 0       | 1     | 18    | 7     | 5     | 0        | 0        | 0        | 3     | 0    | 0     | 2     | 4        | .280  | .321     | .360     | .681  |
| 2011년    | NYY       | 112   | 338   | 309   | 38    | 82    | 18      | 2       | 5     | 119   | 30    | 22    | 6        | 6        | 1        | 22    | 2    | 0     | 37    | 6        | .265  | .313     | .385     | .698  |
| 2012년    | NYY       | 38    | 100   | 89    | 14    | 26    | 4       | 1       | 1     | 35    | 11    | 11    | 2        | 0        | 4        | 6     | 0    | 1     | 12    | 1        | .292  | .330     | .393     | .723  |
| 통산：3년 | 통산：3년 | 180   | 491   | 448   | 64    | 122   | 23      | 3       | 7     | 172   | 48    | 38    | 8        | 6        | 5        | 31    | 2    | 1     | 51    | 11       | .272  | .318     | .384     | .701  |

- 2012년 기준